# SC Hamburg
Der SC Hamburg (offiziell: Snookerclub Hamburg e. V.) ist ein Snookerverein aus Hamburg. Die erste Mannschaft des 2000 gegründeten Vereins spielt seit 2019 in der 1. Bundesliga.

## Geschichte
| Platzierungen (seit 1999) | Platzierungen (seit 1999) | Platzierungen (seit 1999) |
| Saison                    | Liga (Spielklasse)        | Platz                     |
| ------------------------- | ------------------------- | ------------------------- |
| 1999/2000                 | 1. Bundesliga (1)         | 4                         |
| 2000/01                   | 1. Bundesliga (1)         | 6                         |
| 2001/02                   | 1. Bundesliga (1)         | 6                         |
| 2002/03                   | 1. Bundesliga (1)         | 7                         |
| 2003/04                   | 2. Bundesliga Nord (2)    | 3                         |
| 2004/05                   | 2. Bundesliga Nord (2)    | 4                         |
| 2005/06                   | 2. Bundesliga Nord (2)    | 2                         |
| 2006/07                   | 1. Bundesliga (1)         | 8                         |
| 2007/08                   | 2. Bundesliga Nord (2)    | 2                         |
| 2008/09                   | 2. Bundesliga Nord (2)    | 1                         |
| 2009/10                   | 1. Bundesliga (1)         | 8                         |
| 2010/11                   | 2. Bundesliga Nord (2)    | 6                         |
| 2011/12                   | 2. Bundesliga Nord (2)    | 3                         |
| 2012/13                   | 2. Bundesliga Nord (2)    | 1                         |
| 2013/14                   | 1. Bundesliga (1)         | 7                         |
| 2014/15                   | 2. Bundesliga Nord (2)    | 1                         |
| 2015/16                   | 1. Bundesliga (1)         | 7                         |
| 2016/17                   | 2. Bundesliga Nord (2)    | 2                         |
| 2017/18                   | 2. Bundesliga Nord (2)    | 2                         |
| 2018/19                   | 2. Bundesliga Nord (2)    | 2                         |
| 2019/20                   | 1. Bundesliga (1)         | 5                         |
| 2020/21                   | 1. Bundesliga (1)         | –                         |
| 2021/22                   | 1. Bundesliga (1)         | 5                         |
| 2022/23                   | 1. Bundesliga (1)         |                           |

Der SC Hamburg wurde im Jahr 2000 gegründet und spielte ab der Saison 1999/2000 in der 1. Bundesliga. Nach vier Spielzeiten in der ersten Liga belegte das Team in der Saison 2002/03 mit nur vier Punkten den siebten Platz und stieg somit in die 2. Bundesliga ab.
Drei Jahre spielten die Hamburger in der zweiten Liga, bevor 2006 mit dem zweiten Platz der Wiederaufstieg in die 1. Bundesliga gelang. Dort gewann man in der Saison 2006/07 jedoch nur ein Spiel – ein Heimspiel gegen die BG Viersen – und stieg als Tabellenletzter ab. Verpasste man in der folgenden Spielzeit als Zweitplatzierter mit zwei Punkten Rückstand auf den 1. DSC Hannover noch knapp den Aufstieg, gelang in der Saison 2008/09 mit dem ersten Platz die Rückkehr in die erste Liga.
In der 1. Bundesliga 2009/10 erzielten die Hamburger nur einen Punkt – ein Unentschieden am dritten Spieltag gegen den BSV Phönix – und stiegen erneut in die zweite Liga ab. Drei Jahre spielten sie anschließend in der 2. Bundesliga; nachdem sie 2011 als Sechstplatzierter punktgleich mit dem Absteiger SAX-MAX Dresden nur knapp dem Abstieg entgangen waren, wurden sie 2012 Dritter, bevor ihnen 2013 als Zweitligameister die Rückkehr ins Oberhaus gelang.
In der Erstligasaison 2013/14 verpasste der SC Hamburg als Siebtplatzierter mit einem Punkt Rückstand auf den 1. SC Dortmund nur knapp den Klassenerhalt. In der folgenden Spielzeit erreichte der Verein mit 13 Siegen aus 14 Spielen – am ersten Spieltag hatte er gegen die Snookerfabrik Berlin ein Unentschieden erzielt – den ersten Platz und schaffte damit den direkten Wiederaufstieg. In der ersten Liga musste man in der Saison 2015/16 jedoch erneut den Abstieg hinnehmen, diesmal als Siebtplatzierter.
Anschließend erreichten die Hamburger in der zweiten Liga dreimal in Folge den zweiten Platz. Nachdem sie 2017 und 2018 in der Relegation zur 1. Bundesliga gescheitert waren, stiegen sie 2019 als Zweitplatzierter hinter der nicht aufstiegsberechtigten zweiten Mannschaft des SC 147 Essen auf.
In der aufgrund der COVID-19-Pandemie abgebrochenen Saison 2019/20 belegte der Verein den fünften Platz und hielt sich damit zum ersten Mal seit fast zwanzig Jahren wieder länger als eine Spielzeit in der 1. Bundesliga. Nachdem die Spielzeit 2020/21 pandemiebedingt annulliert worden war, wurde der SC Hamburg in der Saison 2021/22 erneut Fünfter.

## Zweite Mannschaft
| Platzierungen (seit 1999) | Platzierungen (seit 1999) | Platzierungen (seit 1999) |
| Saison                    | Liga (Spielklasse)        | Platz                     |
| ------------------------- | ------------------------- | ------------------------- |
| 1999–2006                 | nicht bekannt             | nicht bekannt             |
| 2006/07                   | 2. Bundesliga Nord (2)    | 4                         |
| 2007/08                   | nicht bekannt             | nicht bekannt             |
| 2008/09                   | nicht bekannt             | nicht bekannt             |
| 2009/10                   | nicht bekannt             | nicht bekannt             |
| 2010/11                   | NBV-Oberliga (3)          | 2                         |
| 2011/12                   | NBV-Oberliga (3)          | 2                         |
| 2012/13                   | NBV-Oberliga (3)          | 5                         |
| 2013/14                   | 2. Bundesliga Nord (2)    | 7                         |
| 2014/15                   | NBV-Oberliga (3)          | 1                         |
| 2015/16                   | 2. Bundesliga Nord (2)    | 7                         |
| 2016/17                   | NBV-Oberliga (3)          | 2                         |
| 2017/18                   | NBV-Oberliga (3)          | 3                         |
| 2018/19                   | NBV-Oberliga (3)          | 1                         |
| 2019/20                   | NBV-Oberliga (3)          | 3                         |
| 2020/21                   | NBV-Oberliga (3)          | –                         |
| 2021/22                   | NBV-Oberliga (3)          | 1                         |
| 2022/23                   | 2. Bundesliga Nord (2)    |                           |

Die zweite Mannschaft des SC Hamburg spielte in der Saison 2006/07 erstmals in der zweiten Liga, musste aber trotz eines vierten Platzes, wegen des Abstiegs der ersten Mannschaft, in die Oberliga absteigen. Dort schaffte sie 2013 als Fünftplatzierter den Wiederaufstieg, auf den in der Saison 2013/14 mit dem siebten Platz der Abstieg folgte. In der Saison 2014/15 erreichte das Team mit nur einer Niederlage den ersten Platz und damit die Rückkehr in die zweite Liga. Ein Jahr später stieg die Mannschaft als Siebtplatzierter erneut in die Oberliga ab.
In der Saison 2021/22 wurde die zweite Mannschaft ohne Niederlage Oberligameister und kehrte nach sieben Jahren in die 2. Bundesliga zurück, nachdem die Aufstiegsrunde aufgrund mehrerer Abmeldungen ausgefallen war.

## Aktuelle und ehemalige Spieler
(Auswahl)
- Ismail Ali
- David Aronis
- Bernd Brüggemann
- Volker Buchwald
- Aran Fakhr
- Tobias Friedrichs
- Ramzi Ben Ghaffar
- Tobias Kuppens Groot
- Bernd Güttler
- Christian Hadas
- Stefan Hardt
- Martin Hasler
- Artur Judickij
- Niklas Kaske
- Marco Lützen
- Andy Maler
- Isabell Merz
- Andreas Metz
- Yusuf Nawabi
- Robin Otto
- Ronny Pawlitza
- Timo Rieß
- Masoud Sarbeland
- Lukas Schmahl
- Mohammed Sheikzadeh
- Jaddilok Sombathom
- Florian Stiefenhofer
- Payam Salman Tabrizi
- Julian Treiber
- Philip Utech